# Eleutherodactylidae
Los eleuterodactílidos (Eleutherodactylidae) son un clado de anfibios anuros compuesto por 4 géneros y 212 especies, con distribución en América, excepto sus extremos norte y sur.

## Taxonomía
Se reconocen los siguientes géneros según ASW:
- Subfamilia Eleutherodactylinae Lutz, 1954 (202 sp.)
  - Diasporus Hedges, Duellman & Heinicke, 2008 (11 sp.)
  - Eleutherodactylus (tipo) Duméril & Bibron, 1841 (191 sp.)
- Subfamilia Phyzelaphryninae Hedges, Duellman & Heinicke, 2008 (10 sp.)
  - Adelophryne Hoogmoed & Lescure, 1984 (9 sp.)
  - Phyzelaphryne Heyer, 1977 (1 sp.)

## Publicación original
- Lutz, B. 1954. The Frogs of the Federal District of Brazil. Memórias do Instituto Oswaldo Cruz, vol. 52, n. 1, p.207-226 (texto íntegro Archivado el 1 de diciembre de 2017 en Wayback Machine.).